# Oresme (cratère)
Oresme est un cratère lunaire situé sur la face cachée de la Lune au sud-est de la Mare Ingenii. Il se trouve juste à l'ouest-nord-ouest du grand cratère Von Kármán et près des cratères Garavito et Chrétien au sud-ouest. Ce cratère a été grandement endommagé et érodé par les impacts ultérieurs. Son contours est traversé par le cratère satellite "Oresme K".
En 1970, l'Union astronomique internationale lui a attribué le nom de Oresme en l'honneur de l'astronome français Nicole Oresme.
Par convention, les cratères satellites sont identifiés sur les cartes lunaires en plaçant la lettre sur le côté du point central du cratère qui est le plus proche de Oresme.
| Oresme | Latitude | Longitude | Diamètre |
| ------ | -------- | --------- | -------- |
| K      | 43.9° S  | 170.0° E  | 24 km    |
| Q      | 44.0° S  | 167.2° E  | 23 km    |
| U      | 41.6° S  | 164.8° E  | 84 km    |
| V      | 40.5° S  | 165.6° E  | 51 km    |